# 津々見沙月
出口 佳代（でぐち かよ、1974年12月17日 - ）は、日本の女性声優。兵庫県出身。アーツビジョン所属。血液型はA型。
本名は出口 佳代（でぐち かよ）。言霊群団「夢吽空」の団員でもある。
一時期、芸名を津々見 沙月に変更していたが、2021年4月より芸名を再び出口 佳代に戻して活動している。

## 来歴
勝田声優学院、映像テクノアカデミア卒業。以前は81プロデュースに所属していた。

## 人物
趣味・特技は散歩、ショッピング、大相撲観戦。
声種はソプラノからアルト。
方言は関西弁。

## 出演

### テレビアニメ
1997年
- 夢のクレヨン王国（キューピット、美容師すずめ、女の子、クジャクの子供、恋人）

1998年
- serial experiments lain（アベックの若い女）
- 星方武侠アウトロースター（おばあさん）
- 爆走兄弟レッツ&ゴー!!MAX（シュウ）

1999年
- KAIKANフレーズ（携帯電話の声、女の子4、女店員、女子高生3、女の子、女性ファン、ファン）
- カードキャプターさくら
- ゾイド -ZOIDS-（1999年 - 2000年、ローザ ほか）

2000年
- OH!スーパーミルクチャン（少女）
- グラビテーション（記者）
- Sci-Fi HARRY（女子生徒達、看護婦）
- しましまとらのしまじろう（ふしぎなお囃子、フリッキー）
- ドッとKONIちゃん

2001年
- アークエ・ファミリー（アークエのママ 他）
- おとぎストーリー 天使のしっぽ（おばちゃん、女教師、店員）
- カスミン（2001年 - 2003年、おばあさん、双六）
- ゾイド新世紀スラッシュゼロ（白い服の少女）
- だいすき!ぶぶチャチャ（おねえさん）
- ナジカ電撃作戦
- パラッパラッパー（生徒）
- ポケットモンスター（2001年 - 2002年、子供、ラフレシア）

2002年
- 王ドロボウJING
- キディ・グレイド（リポーター）

2003年
- 無限戦記ポトリス（コギャルポトリスたち、妻、村娘、レジスタンスたち）

2004年
- アークエとガッチンポー（アークエのママ 他）
- アガサ・クリスティーの名探偵ポワロとマープル（ラーキン夫人）
- 火の鳥（侍女）
- ローゼンメイデン（女友達）

2005年
- アークエとガッチンポーてんこもり（アークエのママ 他）
- ピーチガール（とーじの母、おかみさん）

2007年
- 結界師（骨太郎）

2020年
- 名探偵コナン（阪東篤子）

### OVA
- 銀河英雄伝説（1996年）
- ヒマラヤの光の王国（1999年）
- まんがビデオ 仮面ライダー（1999年）
- マリンとヤマト 不思議な日曜日（2001年、アナウンサー）
- ゲートキーパーズ21（2002年、女生徒B）
- からすのパンやさん（2006年）

### ゲーム
1998年
- スレイヤーズわんだほ～
- ぽっぷんぽっぷ（ボビー）
- ミサの魔法物語
- ロードモナーク 新・ガイア王国記（クムタカ）

1999年
- 餓狼伝説 WILD AMBITION（千堂つぐみ）
- ちびキャラゲーム銀河英雄伝説 ストラップ付

2001年
- シェンムーII（紅秀瑛）
- マキシモ（レノール）

2002年
- shinobi（朱刃）

2004年
- ヴァンパイアパニック（シティゼン）
- デカボイス

2006年
- マブラヴ全年齢版（天野原翠子）

2007年
- ドンキーコング たるジェットレース（キャンディーコング）
- ドンキーコング ジャングルクライマー（キャンディーコング）
- みんなのGOLFポータブル2（アカネ）

### ドラマCD
- アンジェリーク 外伝（1996年）
- Lの季節 〜A piece of memories〜（1999年、博史/月守）
- Weiß kreuz Dramatic Image Album III SCHWARZ I（2000年、テレビの声〈女〉）
- おまけの小林クン（2000年）

### 吹き替え

#### 映画
- アニー
- アンディ・ガルシア 沈黙の行方（クロエ〈キム・シュレイナー〉）
- イルマーレ
- ヴァージン・スーサイズ（テレサ・リスボン（17歳）〈レスリー・ヘイマン〉）
- エスター（ダニエル・コールマン〈ジミー・ベネット〉）
- 角砂糖（コ・ミンジャ）
- キューティ・バニー（ハーモニー〈キャサリン・マクフィー〉）
- 宮廷料理人ヴァテール（コラン〈ニック・ロビンソン〉）
- 偶然の恋人（ジョーイ・ジャネロ〈デヴィッド・ドーフマン〉）
- 恋する遺伝子
- 恋する人魚たち
- Gotta Kick It Up!
- コレクター ※テレビ朝日版
- ザ・スキャンダル 淫罪（ティファニー･ボルトン）
- ザ・ブギーマン Resurrection
- シスター・エスカレーション（ウェンディ〈ゲイル・ハリス〉）
- ショコラ
- スキャンダル ※テレビ東京版
- スター・ウォーズ エピソード1/ファントム・メナス
- ダーク・インフェルノ
- 007 ロシアより愛をこめて ※DVD新録版
- ダンサー・イン・ザ・ダーク（ジーン〈プラティカ・コスティク〉）
- T-REX（ロンダ）
- デビル ※日本テレビ版
- DENGEKI 電撃 ※日本テレビ版
- ドクター・ドリトル（マヤ・ドリトル〈カイラ・プラット〉）※ソフト版
- ドクター・ドリトル2（マヤ・ドリトル〈カイラ・プラット〉）※ソフト版
- トロイ ※テレビ朝日版
- 9デイズ（パムの息子）※フジテレビ版
- ナッティ・プロフェッサー クランプ教授の場合 ※日本テレビ版
- バーティカル・リミット ※テレビ朝日版
- ハード・キャンディ（リズ・パー〈シャーロット・アヤナ〉）
- 陽だまりのグラウンド（ワーターズ）
- 15ミニッツ
- ブロンクス 破滅の銃声
- ブレイド3 ※テレビ東京版
- 僕のスウィング（スウィング）
- マーヴェリック
- マスク・オブ・ゾロ ※日本テレビ版
- ライブ・フロム・バグダッド 湾岸戦争最前線（ジュディ・パーカー〈リリ・テイラー〉）
- 理想の結婚（ナンシー・キャロル）
- リトル・ダンサー
- ルール2（ブレンダ〈レベッカ・ゲイハート〉）

#### ドラマ
- アガサ・クリスティー ミス・マープル
- 秋の童話（カンヒ）
- アリー my Love
- エイリアス
- エド ボーリング弁護士（シャーリー）
- オールイン 運命の愛
- オデッセイファイブ
- 恋するマンハッタン
- サブリナ（エマ）
- 新刑事コロンボ
- デスパレートな妻たち
- 天国の階段（チェヒ）
- パワーレンジャー・ロスト・ギャラクシー（アイシーエンジェル）
- 冬のソナタ
- フリークス学園（ミリー・ケントナー〈サラ・ヘイガン〉）
- 私の名前はキム・サムスン（チャン・チェ〈リイ・ユンミ〉）

#### アニメ
- くるみ割り人形〜マリーとおかしな仲間たち（フリッツ〈デビ・デリーベリー〉）
- 虹の戦記イリス
- バルト 新たなる旅立ち
- パワーパフガールズ・ムービー

### テレビドラマ
- 京都殺人案内「からたちの花は死んだよ」（1985年、女子職員）

### ナレーション
- 元気すくすく
- 日産カーナビゲーション説明ビデオ
- ネポス・ナポス
- ぼのぼの CD発売キャンペーン
- 本流
- みんなDEどーもくん!
- Lotus 1-2-3
- ワンダーフォースレビュー
- 映画 ちはやふる 結び　ブルーレイ/DVD副音声ガイド・ナレーター

### ボイスオーバー
- 地球の街角

### ラジオ
- TBS声優道場（パーソナリティアシスタント、ニーナ）

### 司会
- ショー・コスギ出版記念パーティ－（総合司会）
- セシオン杉並祭りショー（MC）